# Heterocerus virginiensis
Heterocerus virginiensis är en skalbaggsart som beskrevs av Skalický 2007. Heterocerus virginiensis ingår i släktet Heterocerus och familjen strandgrävbaggar. Inga underarter finns listade i Catalogue of Life.